# 南大港管理区
南大港管理区，又称南大港农场，是中华人民共和国河北省沧州市黄骅市下辖的一个类似乡级单位。

## 行政区划
下辖以下地区：
北社区村、南社区村、一分区西庄村、一分区西北村、一分区西南村、一分区东南村、一分区前庄村、一分区东庄村、一分区李刘堡村、一分区小辛庄村、一分区邓庄村、一分区北尚庄村、一分区马营村、二分区六队村、二分区一队村、二分区二队村、二分区三队村、二分区五队村、二分区西北大队村、二分区东北大队村、二分区西大队村、二分区东大队村、三分区一大队村、三分区二大队村、三分区三大队村、三分区五大队村、三分区七大队村、三分区四大队村、三分区六大队村、三分区八大队村、一分区东北一队村和一分区东北二队村。